# Браницький Дмитро Олегович
Дмитро́ Оле́гович Брани́цький — капітан Збройних сил України, учасник російсько-української війни.

## З життєпису
Брав участь у боях на сході України; військовослужбовець 2-го парашутно-десантного батальйону 25-ї бригади.
У вересні 2019-го зазнав важкого поранення — намагався надати першу медичну допомогу своєму підлеглому. Одначе сам постраждав — внаслідок вибуху міни. 13 вересня 2019 року йому ампутували лівий гомілковосто́пний суглоб.
З дружиною Мариною Михайлівною проживають у місті Кам'янець-Подільський.

## Нагороди та вшанування
- Указом Президента України № 846/2019 від 14 листопада 2019 року за «особисту мужність і самовідданість, виявлені під час бойових дій та при виконанні службового обов'язку» нагороджений орденом Богдана Хмельницького III ступеня[2].